# Collision de l'aéroport de Madrid
La collision de l'aéroport de Madrid est un accident survenu le 7 décembre 1983 quand un Boeing 727 d'Iberia, au décollage, a percuté un Douglas DC-9 d'Aviaco qui s'était retrouvé par erreur sur la piste en service de l'aéroport de Madrid–Barajas, provoquant un violent incendie et la mort de 93 des 135 personnes à bord des deux appareils. 

## Avion
Le premier appareil impliqué, qui effectue le vol Iberia 350, est un Boeing 727-256 immatriculé EC-CFJ (20820/1019) et livré neuf à Iberia en mars 1974. Le jour de l'accident, ce triréacteur court/moyen-courrier, équipé de trois moteurs Pratt & Whitney JT8D-9, était âgé de 9 ans et cumulait 21 525 heures de vol et 19 936 cycles (décollage/atterrissage).
Le second avion, assurant alors le vol Aviaco 134, était un Douglas DC-9-32 âgé de 8 ans, immatriculé EC-CGS (numéro de série 47645/770) et livré à Aviaco en mai 1975. Propulsé par deux turboréacteurs Pratt & Whitney JT8D-9A, il totalisait 20 078 heures de vol et 17 909 cycles au moment de l'accident.

## Passagers et équipage
Il y a 84 passagers et 9 membres d'équipage à bord du Boeing 727 assurant le vol 350. Le commandant de bord est Carlos Lopez Barranco (43 ans), qui compte 8 860 heures de vol en tant que commandant, dont 1 919 heures sur 727. Le copilote est Juan José Ochoa (41 ans), avec un total de 3 474 heures de vol, dont 2 840 sur 727. Ils étaient accompagnés du mécanicien navigant Luis Luengo (37 ans), qui compte 7 211 heures de vol.
Il y a 37 passagers et 5 membres d'équipage à bord du vol 134. Le commandant du vol est Augusto Almoguera (54 ans), un pilote expérimenté qui cumule 13 442 heures de vol, dont 6 600 sur DC-9. Il est accompagné du copilote José María Gibernau (39 ans), qui totalise 10 322 heures de vol, dont 3 655 sur DC-9.

## L'accident
Le 7 décembre 1983, le vol 350 de la compagnie nationale espagnole, Iberia, un vol international régulier vers l'aéroport Léonard-de-Vinci de Rome Fiumicino, a été autorisé à décoller de la piste 01/19 de l'aéroport de Madrid–Barajas, dans un brouillard épais,, avec une visibilité d'environ 300 m. Au même moment, le vol 134 de la compagnie Aviaco, immatriculé EC-CGS, effectuait le roulage vers le bout de la même piste en s'apprêtant à décoller pour l'aéroport de Santander. 
Alors que le vol 350 roulait le long de la piste 01, l'équipage du DC-9 a effectué accidentellement un virage dans le mauvais sens dans le brouillard, et s'est retrouvé par inadvertance sur le chemin du Boeing 727. 
Alors qu'il avait commencé sa course au décollage et avait atteint une vitesse de rotation (Vr) de 140 nœuds (260 km/h), l'équipage du vol 350 a vu le DC-9 en travers de la piste et a essayé d'éviter la collision en faisant cabrer le 727 pour décoller, mais celui-ci n'avait pas atteint la vitesse suffisante pour voler et l'arrière de son fuselage a percuté le DC-9,. 
La violence du choc a disloqué le DC-9, projetant des débris brûlants sur la piste, tandis que l'aile gauche et le train principal gauche du 727 ont été arrachés lors de la collision et que les réservoirs de carburant des deux avions explosaient simultanément. Le 727, alors hors de contrôle, a glissé le long de la piste sur une distance considérable, avant de faire un virage à 180°, de se  disloquer en trois tronçons et de s'arrêter en bordure de la piste 01, tandis que les flammes se propageaient rapidement.
Les 42 personnes à bord du DC-9 furent toutes tuées sur le coup, ainsi que 51 personnes (50 passagers, 1 membre d'équipage) sur les 93 présentes à bord du 727, ; 42 personnes s'en sont également sorties vivantes, dont les pilotes et une partie de l'équipage du vol 350.
Parmi les victimes à bord du 727, on compte l'actrice mexicaine Fanny Cano et, parmi celles à bord du DC-9, le pianiste sud-africain Marc Raubenheimer (en).

## L'enquête
Les enquêteurs ont déterminé que le Boeing 727 et le DC-9 s'étaient percutés à cause de la faible visibilité à ce moment-là sur l'aéroport, ainsi que d'une signalisation et d'un marquage au sol insuffisant, notamment au niveau des différentes voies de circulation de l'aéroport, qui ont permis l'entrée du DC-9 sur la piste de décollage sans autorisation, au moment où le Boeing 727 décollait. 
Le DC-9 s'est retrouvé sur la piste de décollage en service car les conditions de faibles visibilité, dues au brouillard dans la zone où l'avion roulait, ont empêché l'équipage d'obtenir suffisamment de références visuelles pour déterminer s'ils suivaient le bon itinéraire vers le seuil de la piste 01.